# Tarbes PF
El Tarbes Pyrénées Football es un equipo de fútbol de Francia que juega en la Championnat National 3, la quinta liga de fútbol más importante del país.

## Historia
Fue fundado en el año 2006 en la ciudad de Tarbes a raíz de la fusión de los equipos Tarbes Stado Foot y Tarbes Gespe, y sus colores son los principales de ambos clubes fusionados, rojo por el Stado foot y violeta por el Gespe. Juega en el Championnat National 3, anteriormente llamada CFA, desde la temporada 2012/13.

## Palmarés
- DH Midi-Pyrenees: 1

2005/06